# Oedicladium foxworthii
Oedicladium foxworthii là một loài Rêu trong họ Myuriaceae. Loài này được Broth. mô tả khoa học đầu tiên năm 1908.